# Otacilia hengshan
Espèce
Synonymes
- Phrurolithus hengshan Song, 1990

Otacilia hengshan est une espèce d'araignées aranéomorphes de la famille des Phrurolithidae.

## Distribution
Cette espèce est endémique du Hunan en Chine. Elle se rencontre sur le mont Heng.

## Description
Le mâle décrit par Hu et Zhang en 2011 mesure 3,09 mm et la femelle 3,73 mm.

## Étymologie
Son nom d'espèce lui a été donné en référence au lieu de sa découverte, le Hengshan ou mont Heng.

## Publication originale
- Song, 1990 : On four new species of soil spiders (Arachnida: Araneae) from China. Journal of Hubei University, Natural Science Edition, vol. 12, p. 340-345.